# Gyula Pápay
Gyula Pápay (* 14. Juli 1939 in Gyöngyös, Ungarn) ist ein deutscher Kartograph und Historiker ungarischer Herkunft.
Der Sohn eines Lehrers legte 1957 das Abitur in Székesfehérvár ab und studierte von 1957 bis 1963 an den Universitäten Debrecen und Budapest Geschichte, Kartographie und Geographie. Das Studium schloss er 1962 als Diplom-Geograph und Diplom-Historiker ab. 1963 folgte der Diplom-Kartograph. 1967 promovierte er in Budapest. 1988 erfolgte seine Habilitation an der Universität Rostock. Pápay war von 1963 bis 1979 Lektor und Redakteur in der VEB „Hermann Haack Geographisch-kartographische Anstalt Gotha“. Anschließend war er seit 1979 Mitarbeiter an der Sektion Geschichte im Fachgebiet Wissenschaftsgeschichte der Universität Rostock.
Von 1993 bis 1996 war er in Rostock Privatdozent für Grundlagen der Geschichtswissenschaft und Wissenschaftsgeschichte. Es folgte von 1996 bis 2004 eine Lehrtätigkeit in Rostock als außerplanmäßiger Professor für Grundlagen der Geschichtswissenschaft und Historische Kartographie. Dort leitete Pápay zudem das Institut für Multimedia und Datenverarbeitung in den Geisteswissenschaften an der Philosophischen Fakultät der Universität Rostock. Nach seiner Emeritierung im Jahr 2004 wurde das Institut aufgelöst und als Arbeitsbereich Multimedia und Datenverarbeitung unter der Leitung von Stefan Kroll weitergeführt. Er ist Mitglied in der Deutschen Gesellschaft für Kartographie und seit 2005 Ehrenmitglied der Ungarischen Geographischen Gesellschaft. Seine Forschungsschwerpunkte sind die Geschichte, die historische Kartographie und die historischen Informationssysteme. Seit 2010 Auswärtiges Mitglied der Ungarischen Wissenschaftsakademie.

## Schriften
Monografien
- Studien zur Herausbildung der Wissenschaftsdisziplin Kartographie. Rostock 1988.

Herausgeberschaften
- mit Kersten Krüger, Stefan Kroll: Stadtgeschichte und historische Informationssysteme. Der Ostseeraum im 17. und 18. Jahrhundert. Beiträge des wissenschaftlichen Kolloquiums in Rostock vom 21. und 22. März 2002. Lit, Münster 2003, ISBN 3-8258-7103-7.
- Bilder der Wissenschaft – Wissenschaft der Bilder. Rostock 2005, ISBN 3-86009-289-8.